# San Mauro La Bruca
San Mauro la Bruca er en by i Campania, Italien med 543 (2023) indbyggere.